# Rio das Pedras (Santa Catarina)
O rio das Pedras é um rio brasileiro do estado de Santa Catarina.